# 젠예구

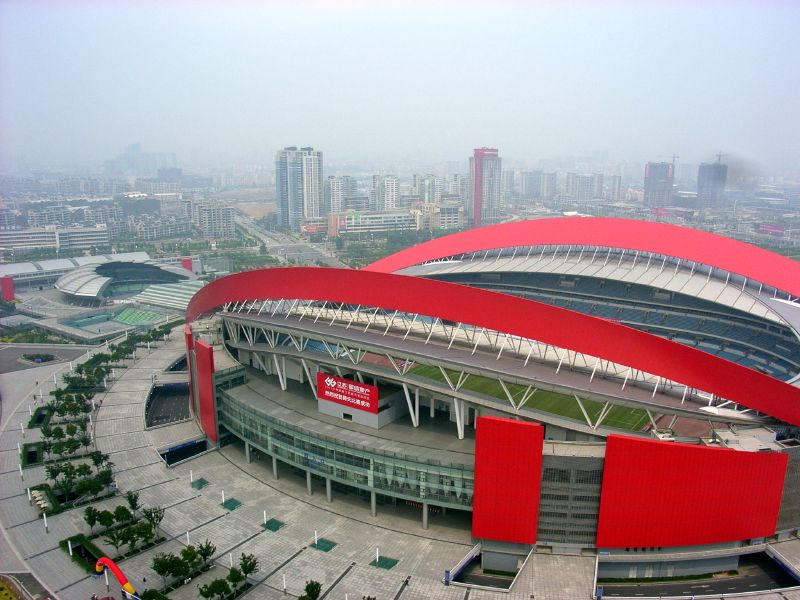

젠예구(한국어: 건업구, 중국어: 建邺区, 병음: Jiànyè Qū)는 중화인민공화국 장쑤성 난징시의 행정구역이다. 넓이는 82km2이고, 인구는 2007년 기준으로 210,000명이다.

## 행정 구역
6개 가도를 관할한다.
- 가도: 莫愁湖街道、興隆街道、 南苑街道、沙洲街道、双闸街道、江心洲街道